# PSR 1257+12

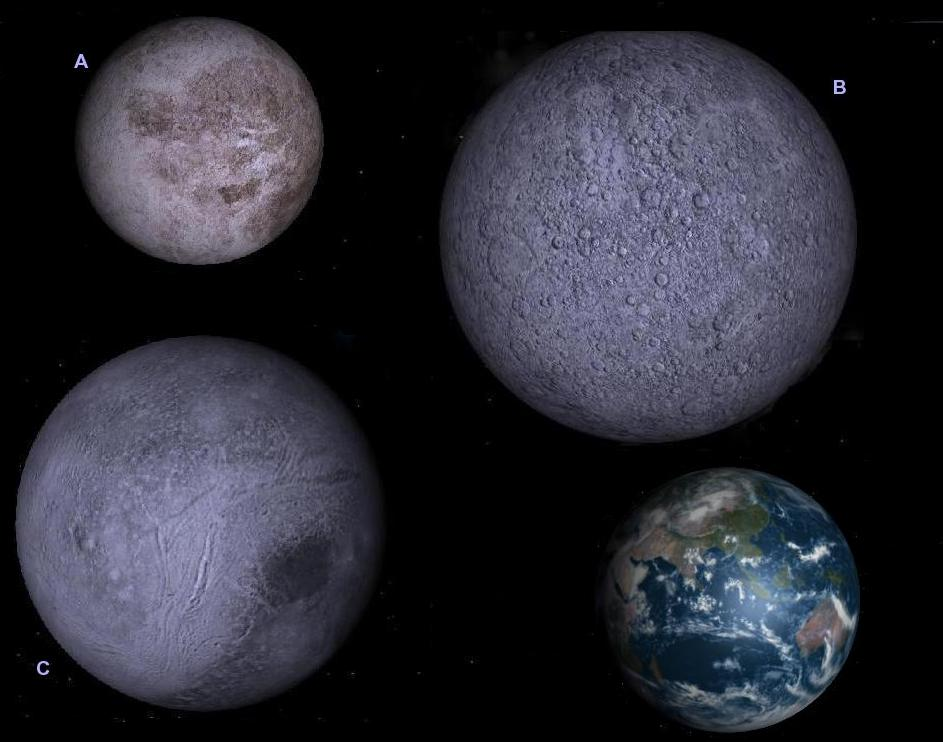
PSR 1257+12

PSR 1257+12 (Лич) (PSR B1257+12) — пульсар, открытие планетной системы которого стало первым из подтверждённых за пределами Солнечной системы.
В 1991 году польский радиоастроном Александр Вольщан, изучая открытый им в 1990 году в обсерватории Аресибо пульсар PSR 1257+12, обнаружил периодическое изменение частоты прихода импульсов. Канадский астроном Дейл Фрейл подтвердил это открытие наблюдениями на другом радиотелескопе. В 1992 году совместно они опубликовали результаты исследований, в которых обнаруженные периодические изменения частоты объяснялись влиянием двух планет с массой в четыре раза больше земной. Позже была обнаружена ещё одна планета с массой вдвое больше массы Луны.
По соотношению периодов планеты напоминают Меркурий, Венеру и Землю. Не вполне ясно их происхождение. Внутренние планеты не смогли бы пережить взрыв сверхновой. Возможно, они сформировались после взрыва из вещества, перетекавшего на пульсар из второго компонента системы, позже утерянного.
Несмотря на точность применённого метода, системы подобного типа не были обнаружены у других пульсаров.

## Физические характеристики
Пульсар с частотой 160,8 Герц, находится на расстоянии ≈2300 световых лет от Солнца.

## Планетная система

### Планета b(ранее A) (также Драугр)
Период обращения 25,262 суток, большая полуось орбиты 0,19 а.е., орбита круговая (эксцентриситет 0,0). Масса 0,025 земной.

### Планета c(ранее B) (также Полтергейст)
Период обращения 66,5419 суток, большая полуось орбиты 0,36 а.е., орбита круговая (эксцентриситет 0,0186). Масса 4,3 земной.

### Планета d(ранее C) (также Фобетор)
Период обращения 98,2114 ± 0.0002 суток, большая полуось орбиты 0,46 а.е., орбита круговая (эксцентриситет 0,0252). Масса 3,9 ± 0,2 земной.

### Неподтверждённая карликовая планета(ранее D)
Предположение о существовании гипотетической карликовой планеты было впервые высказано в 2002 году. Период обращения около 3,5 лет, большая полуось орбиты около 2,6 а.е. Масса <0,0004 земной (меньше 0,2 массы Плутона). Пока существование карликовой планеты не подтверждено.

## Возможность существования жизни
Условия на планетах весьма экзотические. Две из них имеют массу, аналогичную массе Земли, и весьма близки к пульсару. Магнитное поле нейтронной звезды является источником СВЧ-излучения. Кроме того, магнитное поле разгоняет элементарные частицы как ускоритель. На планеты всё время падает сильнейший дождь из ионов. Такие условия будут смертоносными для человека. Но жизнь может существовать в глубинах океана под защитным слоем воды или льда. Даже на поверхности организмы могут извлекать энергию из этого излучения. Но молекулы ДНК в таких условиях будут очень быстро уничтожены. На Земле бактерия Deinococcus radiodurans может выжить без какого-либо ущерба для жизни, получив дозу радиации в 500 раз больше, чем необходимо, чтобы убить человека. Такое большое сопротивление радиации известными нам формами жизни позволяет надеяться, что эволюция на других планетах может создать организмы, способные на выживание даже в лучах пульсара.

## Дополнительные данные

### Опровергнутые данные о газовом гиганте
В 1996 году было заявлено открытие четвёртой планеты — газового гиганта с периодом обращения 170 лет, радиусом орбиты 40 а.е. и массой около 100 масс Земли, но впоследствии эти данные были опровергнуты.

### Названия планет
Названия планет пульсара PSR 1257+12 изначально отличались от того, как принято именовать открытые экзопланеты в настоящее время. После открытия системы 51 Пегаса в 1995 г. экзопланеты стали называть иначе (строчными латинскими буквами), но первые обнаруженные экзопланеты у пульсара PSR 1257+12 были названы заглавными буквами: PSR 1257+12 B и PSR 1257+12 C. Кроме того, после обнаружения новой, более близкой к звезде планеты, она была названа PSR 1257+12 A, а не D. Но в настоящее время букву «a» не используют, зарезервировав её для центрального тела системы).
Впоследствии планеты были переименованы во избежание путаницы в соответствии с современной системой именования экзопланет.